# Опыт Франка — Герца
Опыт Франка — Герца — первые электрические измерения, явно показавшие квантовую природу атомов. Опыт был проведён в 1914 году немецкими физиками Джеймсом Франком и Густавом Людвигом Герцем, которые наглядно продемонстрировали, что атомы поглощают энергию только определёнными дискретными порциями, то есть квантами. Это наблюдение нашло объяснение в рамках старой квантовой теории на основе модели атома Бора, которая предполагала, что электроны в атоме могут занимать только определённые энергетические уровни. Оба учёных были удостоены Нобелевской премии по физике 1925 года за эти исследования.
В опыте измерялось количество энергии оставшейся у ускоренных электрическим полем электронов после того, как они пересекали наполненную атомами ртути вакуумную лампу. Измерения показали, что после приложения ускоряющего напряжения менее 4,9 В электроны сталкиваются с атомами только упруго и практически не теряют энергии. При превышении этого порога они передают 4,9 эВ атому при столкновении. В последующих измерениях Дж. Франк и Г. Герц доказали, что атомы ртути, поглотившие эту энергию, излучают свет, энергия фотонов которого также равна 4,9 эВ, что подтвердило второй постулат Бора. Опыты показали, что в атомах поглощение и выделение энергии квантуются.
Опыт Франка — Герца является одним из самых известных доказательств квантовой теории и в то же время относительно прост по своей реализации, поэтому его используют в физическом образовании.

## Обзор

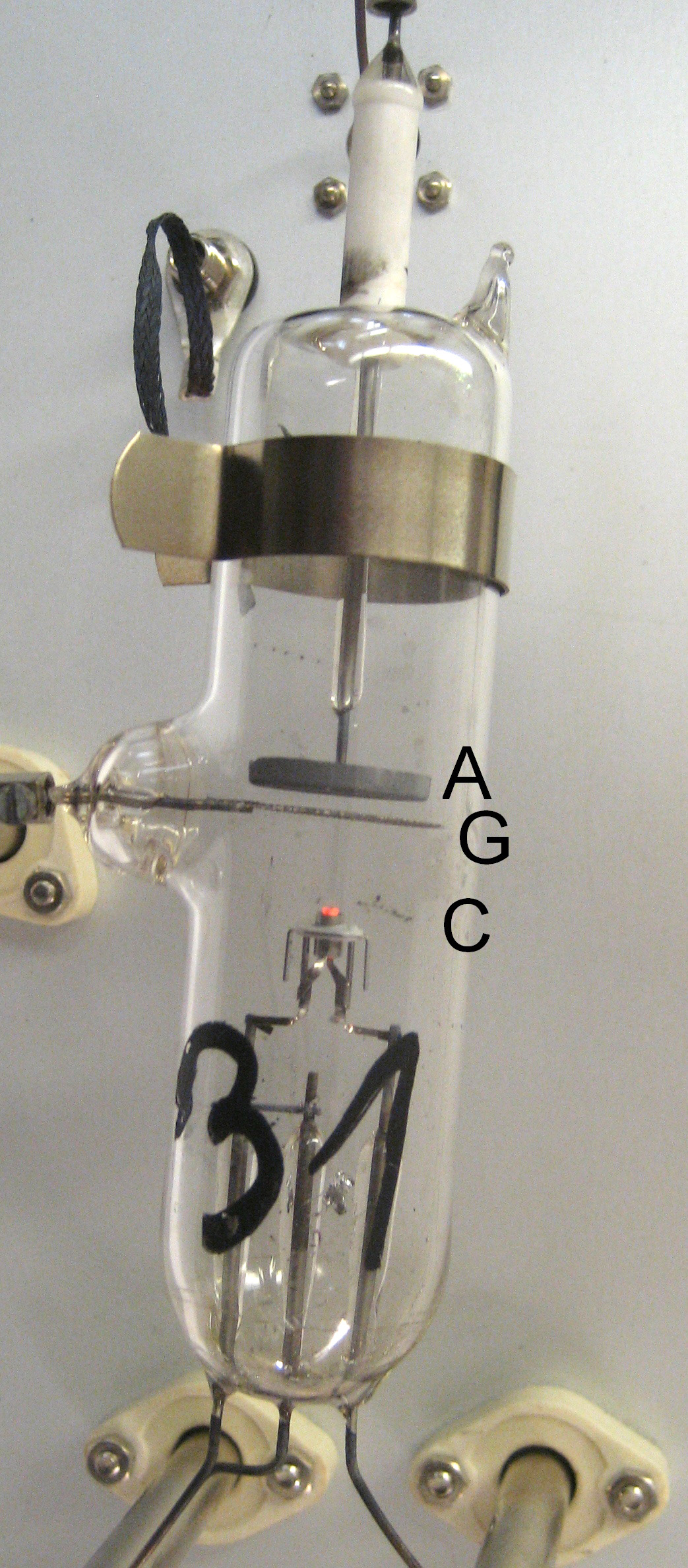
Фотография вакуумной трубки, используемой для опыта Франка — Герца в учебных лабораториях. Внутри трубки находится капелька ртути, хотя на фотографии её не видно. C — катодный узел. Сам катод горячий и светится оранжевым светом. Он испускает электроны, которые проходят через металлическую сетку (G) и собираются анодом (A) в виде электрического тока.

Дж. Франк и Г. Герц сконструировали вакуумную трубку для изучения ускоренных электронов, пролетающих через пар низкого давления, состоящий из атомов ртути. Они обнаружили, что электрон при столкновении с атомом ртути может потерять только определённое количество (4,9 эВ) своей кинетической энергии. Эта потеря энергии соответствует замедлению электрона со скорости около 1,3·106 м/с до нуля. Более быстрый электрон после столкновения не тормозится полностью, но теряет точно такое же количество кинетической энергии. Более медленные электроны упруго отскакивают от атомов ртути, практически не теряя скорости или кинетической энергии.
Эти экспериментальные результаты оказались совместимыми с моделью Бора для атомов, предложенной в предшествующем опыту году Н. Бором. Модель Бора была предшественницей квантовой механики и модели атома с электронными оболочками. Её ключевая особенность заключается в том, что электрон внутри атома занимает один из «квантовых энергетических уровней». Перед столкновением электрон внутри атома ртути занимает самый низкий энергетический уровень из доступных. После момента столкновения электрон внутри атома переходит на более высокий энергетический уровень, энергия которого на 4,9 эВ больше, так что связь электрона с экранированным другими электронами ядром в атоме ртути становится слабее. В квантовой модели атома Бора не предусмотрено промежуточных энергетических уровней или других возможных значений энергий для электрона. Эта особенность была «революционной», потому что она оказалась несовместима с предположением, что энергия связи электрона с ядром атома может принимать любое значение. 24 апреля 1914 года результаты опыта были представлены Немецкому физическому обществу в статье Дж. Франка и Г. Герца.
Во второй статье, представленной в мае 1914 года, Дж. Франк и Г. Герц сообщили об излучении света атомами ртути, поглотившими энергию при столкновении. Они показали, что длина волны этого ультрафиолетового света точно соответствует энергии 4,9 эВ, которую теряет ускоренный электрон. Связь энергии и длины волны света также была предсказана Н. Бором, потому что она следовала из энергетической структуры атома, изложенной Х. Лоренцем на Сольвеевском конгрессе 1911 года. После доклада А. Эйнштейна о квантовой структуре в Брюсселе, Х. Лоренц предложил приравнять энергию квантового ротатора величине {\displaystyle nh\nu } (h — постоянная Планка, ν — частота и n — натуральное число). Н. Бор использовал эту идею и скопировал предложенную Х. Лоренцем и другими формулу в свою модель атома в 1913 году. Идея Х. Лоренца оказалась правдивой. Квантование энергии атомов соответствовало формуле, используемой в модели Бора. Согласно некоторым свидетельствам, через несколько лет после представления Дж. Франком результатов опыта А. Эйнштейн заметил: «Это так прекрасно, что заставляет тебя плакать».
10 декабря 1926 года Дж. Франк и Г. Герц удостоились Нобелевской премии по физике 1925 года «за открытие законов, управляющих ударом электрона о атом».

## Постановка опыта
В первоначальном эксперименте Франка — Герца использовалась нагретая вакуумная трубка с каплей ртути при температуре 115 °C, при которой давление паров ртути составляет около 100 Па (намного ниже атмосферного давления). На фотографии справа показана современная трубка Франка — Герца. Она оснащена тремя электродами: горячим катодом, обеспечивающим эмиссию электронов; металлической управляющей сеткой; анодом. Напряжение сетки (смотрите схему подключения) положительно по отношению к катоду, так что электроны, испускаемые горячим катодом, притягиваются к ней. Измеряемый в опыте электрический ток обусловлен электронами, которые проходят через сетку и достигают анода. Электрический потенциал анода немного отрицателен по отношению к сетке, так что электроны, которые достигают анода, имеют избыток кинетической энергии, по сравнению с величиной разности потенциалов анода и сетки.
Опубликованные Дж. Франком и Г. Герцем графики (изображённые на рисунке), показывают зависимость анодного тока от электрического потенциала между сеткой и катодом.
- При малых разностях потенциалов — до 4,9 В — ток через трубку постоянно увеличивается с ростом разности потенциалов. Такое поведение типично для настоящих электронных ламп, не содержащих паров ртути; более высокие напряжения приводят к большему току, ограниченному пространственным зарядом.
- При 4,9 В ток резко падает почти до нуля.
- Затем ток снова монотонно увеличивается по мере увеличения напряжения, пока не будет достигнуто напряжение 9,8 В (соответствующее сумме 4,9 + 4,9 В).
- При 9,8 В наблюдается аналогичный резкий спад.
- Хотя это не продемонстрировано на оригинальном рисунке, эта серия провалов тока с шагом примерно 4,9 В продолжается до потенциалов не менее 70 В[14].

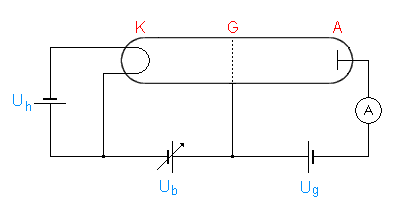
Схема подключения вакуумной лампы. K — катод, G — управляющая сетка, A — анод.
Анодный ток (условные единицы) в зависимости от напряжения сетки относительно катода. Этот график основан на оригинальной статье Дж. Франка и Г. Герца 1914 года[6].

Длины волны света, излучаемого разрядом паров ртути и трубкой Франка — Герца, работающей при напряжении 10 В. Трубка Франка — Герца в основном излучает свет с длиной волны около 254 нанометров; электрический разряд излучает свет на многих длинах волн. На основе оригинальной иллюстрации 1914 года.

Дж. Франк и Г. Герц отметили в своей первой работе, что характерная энергия определённая из опыта (4,9 эВ) хорошо соответствует одной из длин волн света, излучаемого атомами ртути в газовых разрядах. Они использовали квантовое соотношение между энергией возбуждения и соответствующей длиной волны света, ссылаясь на работу Й. Штарка и А. Зоммерфельда, которая предсказывает, что 4,9 эВ соответствует свету с длиной волны 254 нм. В своих первоначальных статьях учёные интерпретировали потенциал 4,9 В, связанный с неупругими столкновениями электронов с атомами ртути неправильно, предполагая эту величину равной показателю потенциала ионизации ртути. Связь с боровской моделью атомов возникла несколько позже. Та же взаимосвязь была включена в квантовую теорию фотоэлектрического эффекта А. Эйнштейна 1905 года.
Во второй статье Дж. Франк и Г. Герц сообщили об оптическом излучении своих вакуумных трубок, которые давали свет с одной заметной длиной волны равной 254 нм. На рисунке справа показан спектр трубки Франка — Герца, где почти весь излучаемый свет имеет одну длину волны. Для сравнения на рисунке также показан спектр газоразрядного ртутного источника света, который излучает свет на нескольких длинах волн помимо 254 нм. Рисунок основан на оригинальных спектрах, опубликованных Дж. Франком и Г. Герцем в 1914 году. Тот факт, что трубка Франка — Герца излучала только одну длину волны, почти точно соответствующую измеренному ими периоду изменения напряжения между сеткой и катодом, оказался очень важен.

## Моделирование столкновений электронов с атомами
Дж. Франк и Г. Герц объяснили свой эксперимент упругими и неупругими столкновениями между электронами и атомами ртути. Медленно движущиеся электроны упруго сталкиваются с атомами ртути. Это означает, что направление движения электрона изменяется при столкновении, но его скорость остаётся неизменной. Упругое столкновение показано на рисунке, где длина стрелки соответствует скорости электрона. Атом ртути оказывается не затронут столкновением, поскольку он примерно в четыреста тысяч раз массивнее электрона. Когда скорость электрона превышает примерно 1,3·106 м/с, столкновения электронов с атомами ртути становятся неупругими. Эта скорость соответствует поглощаемой атомом ртути кинетической энергии равной 4,9 эВ. Скорость электрона при этом уменьшается, а атом ртути переходит в возбуждённое состояние. Через короткое время энергия 4,9 эВ, переданная атому ртути, высвобождается в виде ультрафиолетового света с длиной волны ровной 254 нм. После излучения света атом ртути возвращается в исходное невозбуждённое состояние.
Если бы испускаемые катодом электроны летели свободно, то при достижении сетки они приобрели бы кинетическую энергию, пропорциональную приложенному к ней напряжению. 1 эВ кинетической энергии соответствует разности потенциалов в 1 В между сеткой и катодом. Упругие столкновения электрона с атомами ртути увеличивают необходимое для достижения сетки время, но средняя кинетическая энергия прибывающих на неё электронов не сильно изменяется.
Когда напряжение на сетке достигает 4,9 В, столкновения электронов вблизи сетки становятся неупругими, и электроны сильно замедляются. Кинетическая энергия попадающего на сетку типичного электрона уменьшается настолько, что он не может достичь анода, поскольку его напряжение настроено так, чтобы слегка отталкивать электроны. Ток достигающих анода электронов падает, как видно на графике. Дальнейшее увеличение напряжения на сетке обеспечивает подвергшимся неупругим столкновениям электронам достаточно энергии, чтобы они снова могли достичь анода. Ток вновь возрастает, когда потенциал сетки превышает 4,9 В. При напряжении 9,8 В ситуация снова меняется. Электроны, прошедшие примерно половину пути от катода к сетке, уже приобрели достаточно энергии для первого неупругого столкновения. По мере того, как они медленно движутся к сетке после первого столкновения, их кинетическая энергия снова увеличивается, так что вблизи сетки они могут испытать второе неупругое столкновение. Это приводит к падению тока на аноде. Этот процесс будет повторяться с интервалами 4,9 В, поскольку каждый раз электроны будут испытывать одно дополнительное неупругое столкновение.

## Старая квантовая теория

Модель атома Бора предполагала, что жнергия связи электрона с атомным ядром принимает рад разрешённых энергий, соответствующих квантовым энергетическим уровням. Ранее классические модели связи частиц допускали существование любой энергии связи.

В то время как Дж. Франк и Г. Герц опубликовали результаты своих экспериментов в 1914 году, они ещё не знали о работе Н. Бора 1913 года, в которой предложенная модель атома успешно объясняла спектральные свойства атомарного водорода. Обычно спектры наблюдались в газовых разрядах, испускающих свет на нескольких длинах волн. Обычные источники света, такие как лампы накаливания, излучают свет на всех длинах волн. Н. Бор очень точно рассчитал длины волн, излучаемых водородом.
Основное предположение, сделанное в модели Бора, касается возможных энергий связи электрона с ядром атома. Атом ионизируется, если столкновение с другой частицей передаёт ему по крайней мере эту энергию связи. В результате электрон отрывается от атома, который превращается в положительно заряженный ион. Если сдедовать аналогии вращающимися вокруг Земли спутниками, то каждый спутник имеет свою орбиту, и возможно практически любое орбитальное расстояние и любая энергия связи спутника. Поскольку электрон похожим образом притягивается к положительному заряду атомного ядра, то так называемые «классические» расчёты предполагают, что энергия связи может принимать любые возможные значения и для электронов. Однако Н. Бор показал, что возможны только определённые энергии связи, которые соответствуют «квантовым энергетическим уровням» электрона в атоме. Электрон обычно находится на самом низком энергетическом уровне, соответствующему наибольшей энергии связи. Дополнительные уровни лежат выше основного уровня и принимают меньшие значения. Промежуточные энергии связи, лежащие между этими уровнями, не допустимы. Это предположением было «революционным» для того времени.
Дж. Франк и Г. Герц предположили, что характерное для их экспериментов напряжение равное 4,9 В было вызвано ионизацией атомов ртути в результате столкновений с испускаемыми катодом электронами. В 1915 году Н. Бор опубликовал статью где отметил, что измерения Дж. Франка и Г. Герца больше согласуются с предположением о квантовых уровнях энергии в рамках его модели атома. В модели Бора столкновение возбуждало электрон внутри атома с его нулевого (основного) уровня на первый квантовый уровень. Модель Бора также предсказывала существование излучения света, когда электрон переходит из возбуждённого квантового состояния в основное состояние. При этом длина волны излучения должна была соответствовать разности энергий внутренних уровней атома, что получило название соотношения Бора. Частота {\displaystyle \nu } связана с длиной волны {\displaystyle \lambda } света по формуле {\displaystyle \nu =c/\lambda }. Наблюдение Дж. Франка и Г. Герца за излучением их трубки на длине волны 254 нм также согласуется с выводами Н. Бора.
{\displaystyle E_{1}-E_{0}={\frac {hc}{\lambda }}},
где {\displaystyle E_{0}} и {\displaystyle E_{1}} — энергии основного и возбуждённого уровней энергии, {\displaystyle h} — постоянная Планка, {\displaystyle c} — скорость света в вакууме. В опыте Франка — Герца {\displaystyle E_{1}-E_{0}} = 4,9 эВ. В опубликованных после окончания Первой мировой войны в 1918 году работах, Дж. Франк и Г. Герц в значительной степени приняли точку зрения Н. Бора на интерпретацию своего опыта, который был признан одним из экспериментальных столпов квантовой механики. Наше понимание мира было изменено результатами этого эксперимента; возможно, это одна из самых важных основ экспериментальной проверки квантовой природы материи. Как писал об этом А. Пайс:

Красота работы Франка и Герца заключается не только в измерении потерь энергии {\displaystyle E_{2}-E_{1}} налетающего электрона, но они также обнаружили, что, когда энергия этого электрона превышает 4,9 эВ, ртуть начинает излучать ультрафиолетовый свет с определённой частотой {\displaystyle \nu }, что следует из приведённой выше формулы. Тем самым они дали (сначала невольно) первое прямое экспериментальное доказательство соотношения Бора!
Оригинальный текст (англ.)Now the beauty of Franck and Hertz's work lies not only in the measurement of the energy loss {\displaystyle E_{2}-E_{1}} of the impinging electron, but they also observed that, when the energy of that electron exceeds 4.9 eV, mercury begins to emit ultraviolet light of a definite frequency {\displaystyle \nu } as defined in the above formula. Thereby they gave (unwittingly at first) the first direct experimental proof of the Bohr relation!

Сам Дж. Франк подчеркнул важность эксперимента с ультрафиолетовым излучением в эпилоге к снятому в 1960 году фильму Комитета по изучению физических наук (PSSC) об опыте Франка — Герца.

## Опыты с неоном

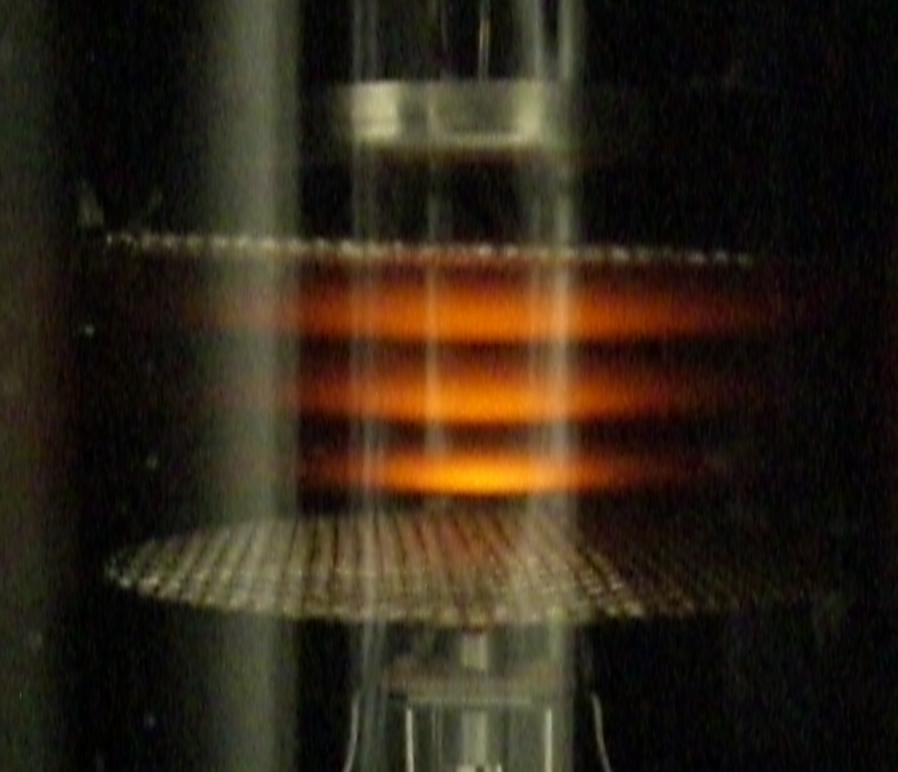
Эксперимент Франка — Герца с неоновым газом: три светящиеся области.

В учебных лабораториях опыт Франка — Герца часто проводится с использованием неона, который указывает на начало неупругих столкновений видимым оранжевым свечением в вакуумной трубке, а также нетоксичен, что важно при поломке трубки. В случае ртутных трубок модель упругих и неупругих столкновений предсказывает, что между анодом и сеткой должны быть узкие полосы, где ртуть излучает свет, но этот свет является ультрафиолетовым и потому не виден невооружённым глазом. Для неона интервал напряжения Франка — Герца составляет 18,7 В, так что при подаче 18,7 В возле сетки появляется оранжевое свечение. Это свечение будет приближаться к катоду с увеличением ускоряющего потенциала и указывает места, где электроны достигли необходимой для возбуждения атома неона энергии равной 18,7 эВ. При напряжении 37,4 В будут видны два отчётливых свечения: одно посередине между катодом и сеткой, а другое вблизи ускоряющей сетки. Более высокие потенциалы, расположенные с интервалом 18,7 В, приведут к появлению дополнительных светящихся областей в трубке.
Дополнительным преимуществом неона для учебных лабораторий является то, что трубку можно использовать при комнатной температуре. Однако длина волны видимого излучения намного больше, чем предсказывается соотношением Бора и интервалом напряжения 18,7 В. Частичное объяснение появления оранжевого свечения заключается в существовании двух атомных уровней, лежащих на 16,6 эВ и 18,7 эВ выше самого нижнего уровня. Электроны, возбуждённые до уровня 18,7 эВ, падают до уровня 16,6 эВ, что соответствует сопутствующему излучению в оранжевой области спектра.